# Laterem lavare
Laterem lavare è una locuzione latina che si traduce letteralmente con «Lavare un mattone». Inteso come compiere un'azione assolutamente inutile.
È una frase che trova numerosi riscontri nella letteratura latina classica come Lucio Anneo Seneca il Vecchio (Controversiae 10, pr.11)